# Estación de Sahagún
La estación de ferrocarril de Sahagún está situada en el PK 61.200 de la línea N.º 130 del Adif, Venta de Baños-Gijón. Se construyó a principios del siglo XX, cuando el antiguo edificio, hoy ya demolido, dejó de prestar servicio.

## Historia
La línea férrea, construida por la Compañía del Noroeste en 1863, originalmente de vía única sin electrificar, fue inaugurada en el periodo 1860-1868, con un trazado muy favorable, entre Palencia y León. En la actualidad permite desarrollar velocidades de 160 km/h, que podrían aumentarse cambiando el modelo de catenaria. Cuando se produjo el desdoblamiento de la vía a principios del siglo XX, se construyó la segunda vía (vía II) separada unos 50 m de la actual, con un trazado sinuoso, durante un trayecto de unos 2 km en dirección a León.
Hasta hace pocos años aún se mantenían en pie el edificio de viajeros de la antigua estación, así como las casillas del personal de vía y obras, que era utilizada como huerto y gallinero, o los depósitos de agua para las locomotoras de vapor. Se conservan todavía el edificio de la cantina (usado por personal de Adif), el edificio de los servicios (que actualmente es un almacén), así como otras edificaciones antaño empleadas por otros servicios como el de paquetería. También queda la báscula mecánica para pesaje de vagones, que aún funciona, aunque hoy en día se usa otra electrónica.
Además, había servicio de Paquexprés.
La estación se encuentra situada entre los apeaderos de Grajal y Calzada del Coto, siendo las estaciones más próximas con vías de apartado  Villada, en sentido Palencia y El Burgo Ranero en sentido León; cuenta con once vías, de ellas cuatro son de circulación -las tres primeras con andén y en la cuarta está situada la báscula-, otras cuatro de estacionamiento -de ellas dos junto al muelle de carga-, una da acceso al silo, otra a la Subestación y una última que es el estrelladero o vía mango.
Las agujas, tanto de las vías generales como de las de apartado, son a un máximo de 30 km/h por desviada, y a 100 km/h por vía directa (por radio de curva). El paso por la estación es así mismo y en condiciones normales a 90 km/h para los trenes tipo N y a 100 km/h para los demás. Cuenta con Enclavamiento electrónico, y Bloqueo Automático Banalizado.
Las dos vías generales (I y II) tienen 875 y 7xx m, respectivamente, entre piquetes.
Cuenta con dos andenes de más de 300 m cada uno, estando recrecidos unos 280 m, y conectados con la estación tanto en superficie como por paso inferior. Tiene sistema de megafonía y cantina.

## Servicios

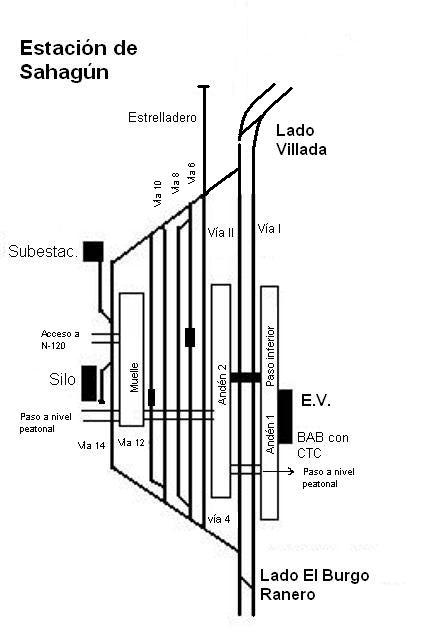
Esquema de vías de la estación de Sahagún

Cubre las necesidades de transporte de toda la Comarca de Sahagún y gran parte de la de Tierra de Campos, con una población total de unos 15.000 habitantes, que llegan a duplicarse en época estival.
Por número de viajeros e ingresos generados, fue la tercera estación más relevante de la provincia, por detrás de Ponferrada y León, hasta la inauguración de la línea de alta velocidad Palencia - León.
Hay venta de billetes  en máquina autoventa para los Regionales y Regional Exprés sin reserva de plaza, y para trenes de Media Distancia con reserva de plaza. La estación, gestionada por el Adif, se encuentra cerrada, sin personal desde 2018.
- Venta de billetes: máquina autoventa.
- Taxis.
- Aseos.
- Mercancías: cuenta con muelle de carga, para graneles y otros productos.
- Almacén de mercancías en el muelle.

#### Horas de paso de todos los servicios

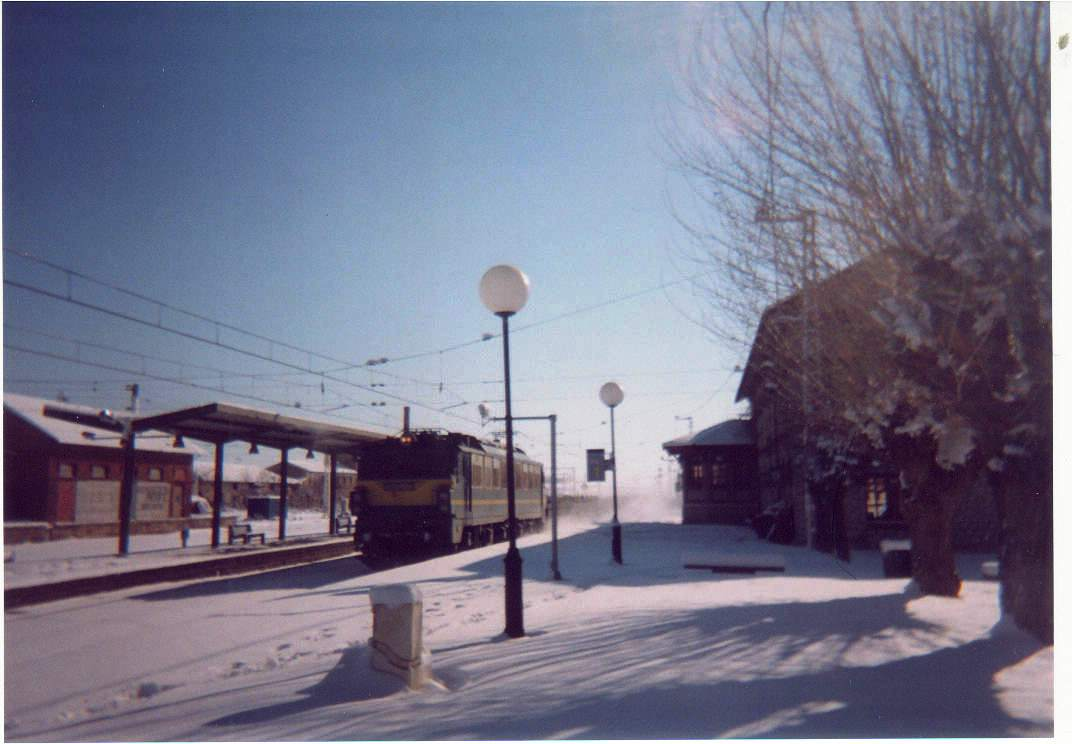
Tren de mercancías en Sahagún, con la locomotora 251.004 al frente

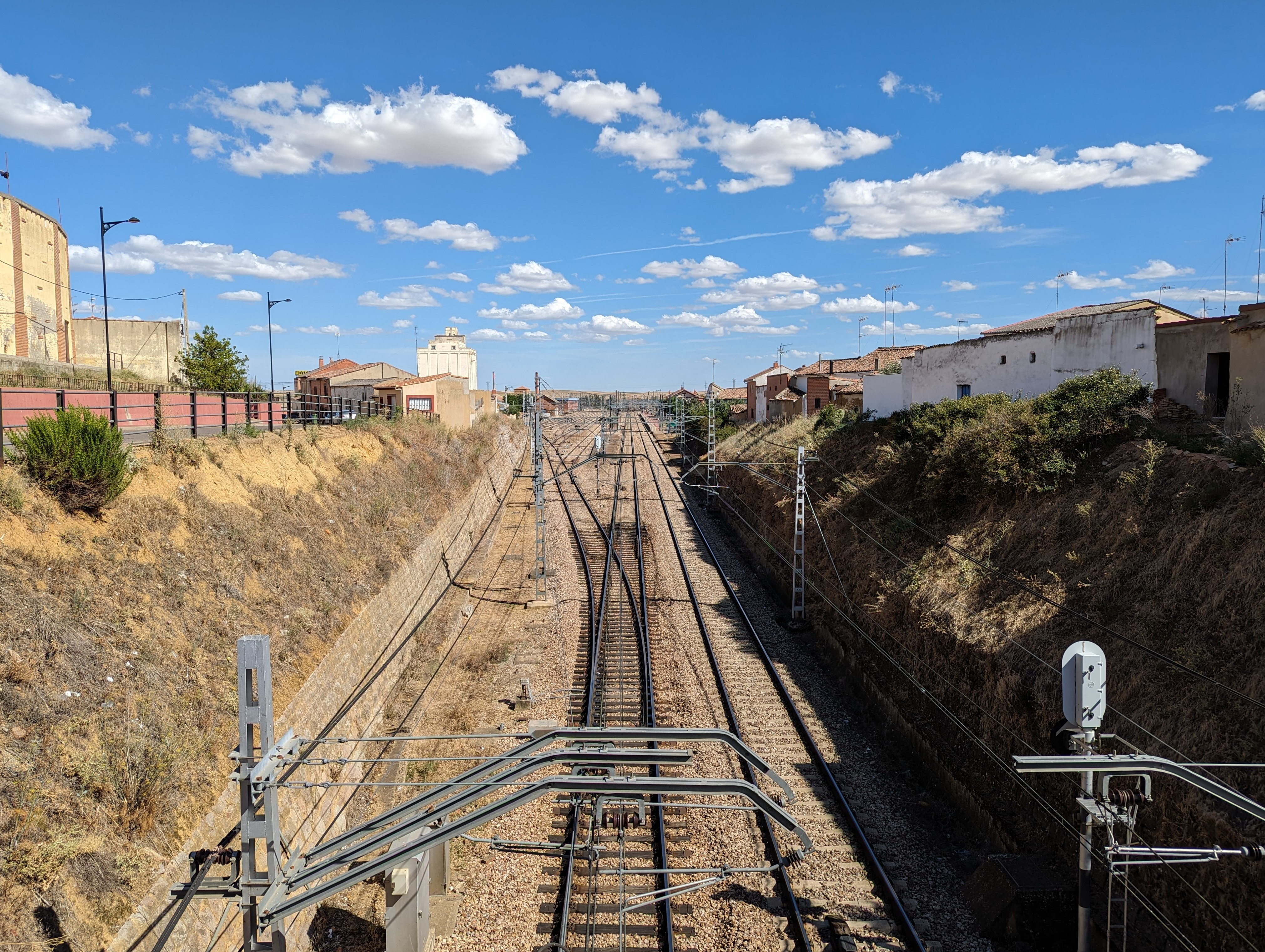
Vista general

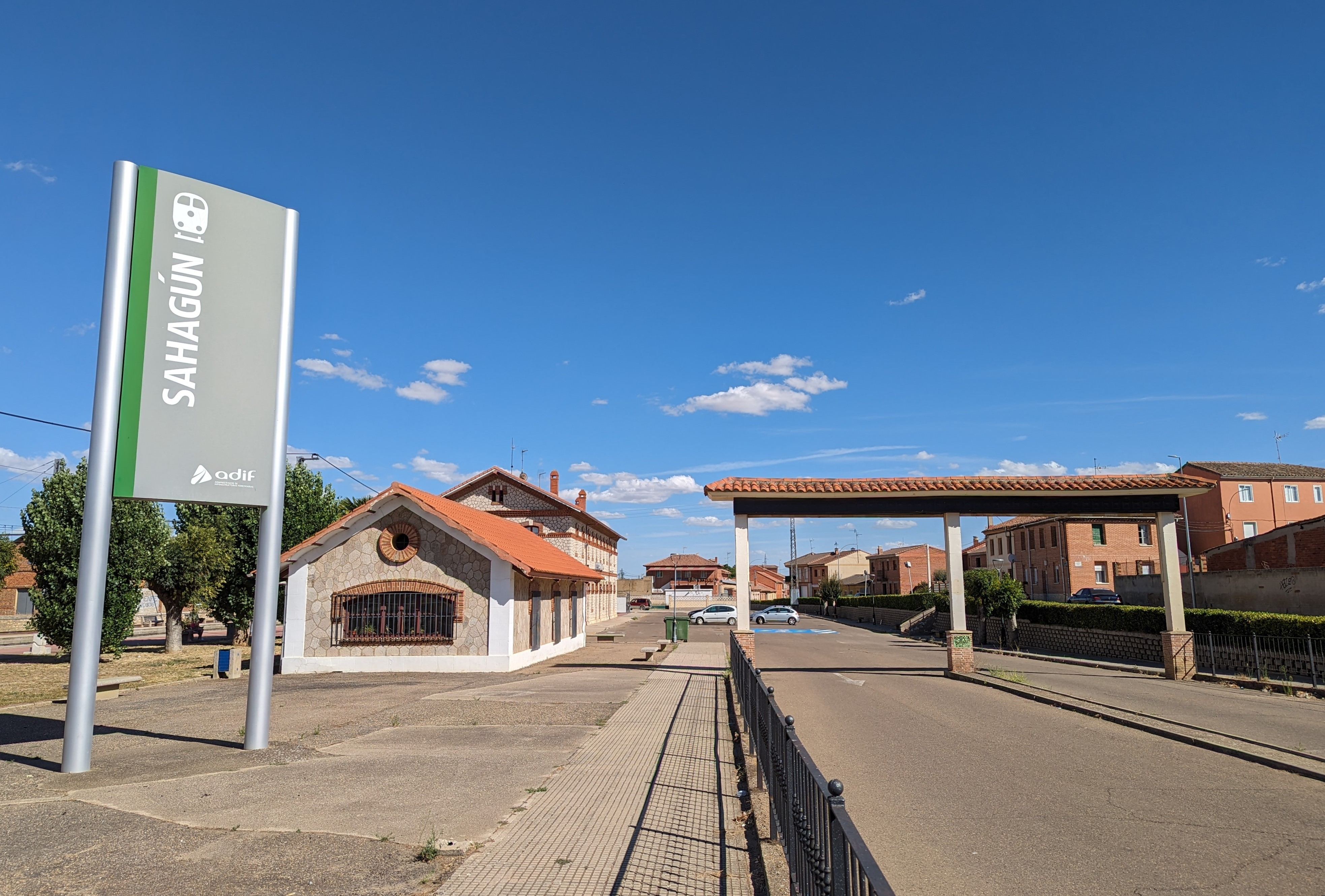
Entrada

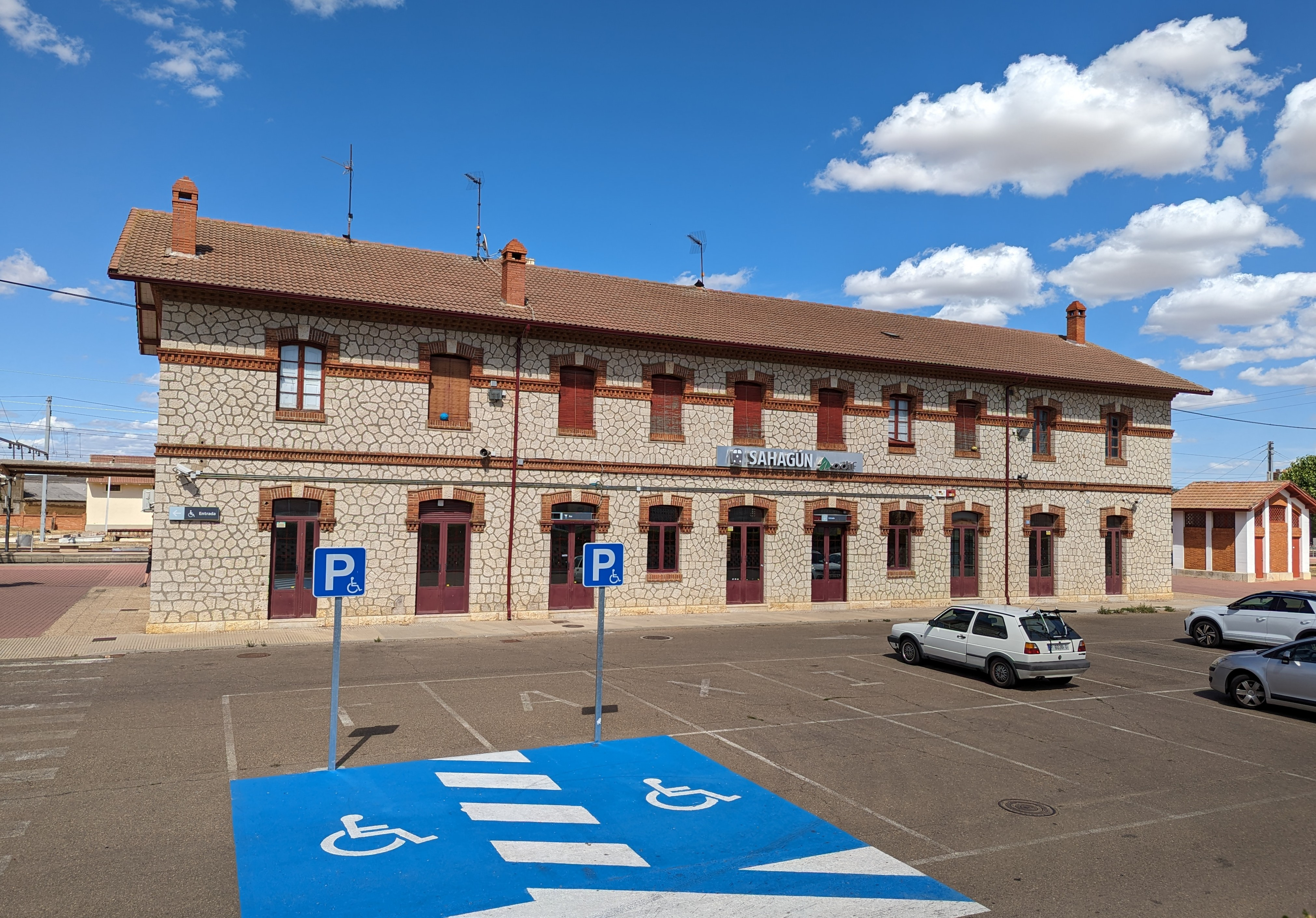
Edificio de viajeros

## Circulaciones

### Trenes de viajeros

#### Media Distancia
| Línea MD | Servicio        | Origen/Destino          | Paradas intermedias | Destino/Origen          |
| -------- | --------------- | ----------------------- | --- | ----------------------- |
| 17       | MD              | Madrid-Príncipe Pío     | Villalba · El Escorial · Zarzalejo · Robledo de Chavela · Santa María de la Alameda-Peguerinos · Las Navas del Marqués · Navalperal · Herradón-La Cañada · Ávila · Arévalo · Medina del Campo · Valladolid-Campo Grande · Venta de Baños · Palencia · Paredes de Nava · Villada · Sahagún | León                    |
| 17       | MD              | Madrid-Príncipe Pío     | Villalba · El Escorial · Ávila · Arévalo · Medina del Campo · Valladolid-Campo Grande · Venta de Baños · Palencia · Paredes de Nava · Villada · Sahagún | León                    |
| 17       | MD              | León                    | Sahagún · Villada · Paredes de Nava · Palencia · Venta de Baños · Valladolid-Universidad · Valladolid-Campo Grande · Medina del Campo · Arévalo · Ávila · Herradón-La Cañada · Navalperal · Las Navas del Marqués · Santa María de la Alameda-Peguerinos · Robledo de Chavela · Zarzalejo · El Escorial · Villalba | Madrid-Príncipe Pío     |
| 17       | Regional Exprés | Palencia                | Grijota · Becerril · Paredes de Nava · Cisneros · Villada · Grajal · Sahagún · El Burgo Ranero · Santas Martas · Palanquinos | León                    |
| 17       | Regional Exprés | Ponferrada              | San Miguel de las Dueñas · Bembibre · La Granja · Brañuelas · Porqueros · Vega-Magaz · Astorga · Nistal · Barrientos · Veguellina · Villavante · Quintana-Raneros · León · Palanquinos · El Burgo Ranero · Sahagún · Grajal · Villada · Paredes de Nava · Becerril · Grijota · Palencia · Venta de Baños · Dueñas · Cabezón de Pisuerga · Valladolid-Universidad                                                                                             | Valladolid-Campo Grande |
| 24       | Regional        | Valladolid-Campo Grande | Valladolid-Universidad · Cabezón de Pisuerga · Corcos-Aguilarejo · Cubillas de Santa Marta · Dueñas · Venta de Baños · Palencia · Grijota · Becerril · Paredes de Nava · Villada · Grajal · Sahagún · El Burgo Ranero · Palanquinos · León · La Robla · La Pola de Gordón · Santa Lucía · Villamanín · Busdongo · Linares-Congostinas · Puente de los Fierros · Campomanes · Pola de Lena · Ujo · Mieres-Puente · Llamaquique · Oviedo · Calzada de Asturias | Gijón                   |

#### Horas de paso de todos los servicios[1][2]
| Tren (N.º)              | Origen              | Estación anterior | Hora  | Estación siguiente | Destino                 | Frecuencia    |
| ----------------------- | ------------------- | ----------------- | ----- | ------------------ | ----------------------- | ------------- |
| MD (18002)              | León                | León              | 7:11  | Villada            | Madrid-Príncipe Pío     | Diario        |
| Regional (12101)        | Valladolid          | Grajal            | 8:34  | El Burgo Ranero    | Gijón                   | Diario        |
| Regional Exprés (18214) | León                | El Burgo Ranero   | 15:16 | Grajal             | Palencia                | Diario        |
| MD (18006)              | León                | León              | 16:15 | Villada            | Madrid-Príncipe Pío     | Diario        |
| Regional Exprés (18215) | Palencia            | Grajal            | 17:43 | El Burgo Ranero    | León                    | Diario        |
| Regional (12100)        | Gijón               | El Burgo Ranero   | 18:20 | Grajal             | Valladolid-Campo Grande | Diario        |
| Regional Exprés (12602) | Ponferrada          | El Burgo Ranero   | 19:33 | Grajal             | León                    | Sólo Domingos |
| MD (18003)              | Madrid-Príncipe Pío | Villada           | 20:26 | León               | León                    | Diario        |
| MD (18005)              | Madrid-Príncipe Pío | Villada           | 22:34 | León               | León                    | Diario        |

### Trenes de mercancías
Los trenes de mercancías son en general:
- TECO: con contenedores varios, y químicos, arrastrados por 251 desde León hacia Zaragoza-Plaza y 335 entre Sevilla la Negrilla y León.
- Bobineros: unos tres al día por sentido, arrastrados por 251, Serie 256 , y con vagones cubiertos y abiertos. Procedentes de Trasona con destino Sagunto, Santa Catalina, Vilar Formoso, Sestato e Irún
- Madera: en vagones tipo Ealos, de San Juan de Nieva y Monforte de Lemos hacia Zaragoza arrastrados por 251 y 253.
- Cemento: en tolvas desde La Robla hacia Salamanca arrastrado por una 333.
- Químico: en tolvas entre las fábricas de Solvay entre Torrelavega y León arrastrado por una 253.

La circulación de mercancías es mayor por las tardes (desde las 13:30) y por las noches, siendo residual su circulación por las mañanas.

### Trenes de trabajos
Los trenes de trabajos -bateadoras, carrileros o de balasto- son habituales por las mañanas de lunes a viernes, cuando se suele cortar una de las vías, en la que se realiza el mantenimiento.
Es habitual en esta estación la presencia de la locomotora 319.243, que es la encargada de arrastrar estos cortes de vagones.